# Социален граф
Терминът социален граф (понякога неправилно наричан на български социална графика) е изкован от учените, работещи в социалните области на теорията за графите. Описва се като „глобална карта на всички и как те са свързани помежду си“ . Терминът става широко известен по време на конференцията Facebook f8 от 24 май 2007, когато е използван, за да се обясни, че Фейсбук платформата, въведена по същото време, ще се възползва от социалния граф и взаимоотношенията между хората, които се предлагат от Facebook, за да предложи едно по-добро и богато потребителско преживяване . По-късно дефиницията е разширена, за да е възможно социалния граф да бъде отнесен към всички потребители в Интернет .
Графът е абстрактно понятие, използвано в дискретната математика; социалният граф описва взаимоотношенията между онлайн потребителите, за разлика от концепцията за социална мрежа, която описва взаимоотношенията в реалния свят. Двете концепции са много сходни, но между тях съществуват дребни различия. Например социалният граф е дигитален, и което е по-важно, той се определя експлицитно от всички включени връзки . След като обяснява концепцията за социалния граф, Марк Зукърбърг, основателят на Facebook, често изтъква целите на социалната мрежа да предлага социалния граф на Facebook на други сайтове, за да могат потребителските взаимоотношения да бъдат използвани и обогатявани и на уебсайтове, различни и извън контрола на Facebook .
Социалният граф е социограма, която изобразява всички междуличностни отношения – обикновено не повече от 100 за човек.

## Проблеми
При въвеждането и прилагането на социалния граф се срещат няколко проблема, особено с този, който е собственост на Facebook. Например Facebook не обръща внимание на взаимоотношенията, създавани между индивидите в други, различни услуги. Това създава проблем при онлайн преживяването, защото то е разпокъсано заради липсата на наличен широкодостъпен граф между услугите.[необходимо е уточнение] Като допълнение, съществуващите вече услуги определят взаимоотношенията по различни начини .
Към 2010, най-големият социален граф в света е този на Facebook ; той съдържа най-голям брой установени взаимоотношения между най-голям брой потребители сред всички сайтове заради факта, че Facebook е най-широко използваната услуга за социална мрежа в света. Опасенията са около факта, че социалният граф на Facebook е собственост на фирмата и не се споделя с други услуги, което дава голямо предимство пред други, външни услуги. Това създава невъзможност за потребителите да отнесат своя граф със себе си на други места, ако желаят (особено ако потребителите са разочаровани от Facebook).
Google прави опит да предложи решение на този проблем като създават Приложно-програмен интерфейс за социален граф (Social Graph API), който е пуснат през януари 2008 , и който позволява на уебсайтовете да извличат публично достъпна информация за хора, за да създават преносима онлайн идентичност на потребителите. Facebook въвежда свой собствен Приложно-програмен интерфейс за социален граф (Graph API) по време на f8 конференцията през 2010. Приложно-програмният интерфейс позволява на уебсайтовете да извличат информация за повече обекти, вместо само за хора, включително снимки, събития и страници, както и взаимоотношенията помежду им. Това разширява концепцията за социален граф не само за взаимоотношения между хора, а вече започва да се отнася и за споделянето и връзките на обекти между хората.